# Person (documentário)
Person é um filme brasileiro do gênero documentário dirigido por Marina Person lançado em 10 de agosto de 2007. O filme narra a história do ator, roteirista, produtor, publicitário, jornalista e cineasta brasileiro Luís Sérgio Person e usa imagens de arquivo do cineasta, trechos de suas obras, além de depoimentos de pessoas que conheceram Person e o seu trabalho.
"Person" foi dirigido pela atriz, cineasta e apresentadora Marina Person, filha do cineasta homenageado no documentário. A obra nasceu como curta-metragem, ao vencer um concurso da Secretaria de Estado da Cultura, em 1998. Convencida de que tinha muito material, Marina Person transformou-o para média-metragem e, posteriormente, para longa-metragem.

## Sinopse
A obra reconstitui a história do cineasta paulista através da viagem pessoal de sua filha. A obra, a vida e a história de Luís Sérgio Person, publicitário e jornalista que também trabalhou no cinema e no teatro, narradas através de imagens de arquivo do próprio Person e trechos de suas obras. Ao longo de sua carreira dirigiu 5 filmes, entre eles "São Paulo, Sociedade Anônima" e "O Caso dos Irmãos Naves", até falecer em um acidente automobilístico antes mesmo de completar 40 anos.

## Elenco
Compõem o elenco do filme:
| Ator                  | Personagem | Notas              |
| --------------------- | ---------- | ------------------ |
| Eva Wilma             | Ela mesma  |                    |
| Paulo José            | Ele mesmo  |                    |
| Walmor Chagas         | Ele mesmo  |                    |
| Antunes Filho         | Elo mesmo  |                    |
| Ney Latorraca         | Ele mesmo  |                    |
| Lima Duarte           | Ele mesmo  |                    |
| Paulo Goulart         | Ele mesmo  |                    |
| José Mojica Marins    | Ele mesmo  |                    |
| Jorge Ben Jor         | Ele mesmo  |                    |
| Millôr Fernandes      | Ele mesmo  |                    |
| Jean-Claude Bernardet | Ele mesmo  |                    |
| Ricardo Aronovich     | Ele mesmo  |                    |
| Sérgio Mamberti       | Ele mesmo  |                    |
| Jô Soares             | Ele mesmo  |                    |
| Juca de Oliveira      | Ele mesmo  |                    |
| Carlos Reichenbach    | Ele mesmo  |                    |
| Glauco Mirko Laurelli | Ele mesmo  |                    |
| Cláudio Petráglia     | Ele mesmo  |                    |
| Regina Jehá           | Ela mesma  | Imagens de arquivo |
| Marina Person         | Ela mesma  | Imagens de arquivo |

## Prêmios e indicações
| Ano  | Premiação                                       | Categoria                    | Recipiente(s)                   | Resultado | Ref.  |
| ---- | ----------------------------------------------- | ---------------------------- | ------------------------------- | --------- | ----- |
| 2006 | Festival del Cinema Latino Americano di Trieste | Menção Honrosa               | Person                          | Venceu    | [ 7 ] |
| 2008 | Grande Prêmio do Cinema Brasileiro              | Melhor Montagem Documentário | Sérgio Mekler e Cristina Amaral | Indicado  | [ 8 ] |